# الشجاف (ملحان)

تعديل مصدري - تعديل

الشجاف هي إحدى قرى عزلة الشجاف بمديرية ملحان التابعة لمحافظة المحويت، بلغ تعداد سكانها 1502 نسمة حسب تعداد اليمن لعام 2004.